# Hildegard Kiermeier
Hildegard Kiermeier, auch Hilde Kiermeier (* 1932 in Oschatz; † September 2021)  war eine Diplomatin der Deutschen Demokratischen Republik. Sie leitete als Generalsekretärin die UNESCO-Kommission der DDR.

## Leben
Kiermeier studierte am Institut für Internationale Beziehungen (IBB). Seit 1956 war sie für das Ministerium für Auswärtige Angelegenheiten der DDR (MfAA) tätig.
Im November 1972 trat die DDR der UNESCO bei und im Folgejahr wurde die Gründung einer nationalen UNESCO-Kommission beschlossen. Kiermeier war deren erste und langjährige Generalsekretärin. Damit hatte sie den Rang einer Botschafterin inne. Im Mai 1990 wurde Kiermeier vorzeitig pensioniert. Ihr kurzzeitiger und einziger Nachfolger im Amt war Heinz Jung. Danach ging die DDR-Organisation in der Deutschen UNESCO-Kommission auf.
Kiermeier war neben Aenne Kundermann, Eleonore Staimer und Eleonora Schmid eine von vier Frauen im Range einer Botschafterin in der Geschichte der DDR.
Ihr Bruder war der SED-Funktionär und Volkskammer-Abgeordnete Heinz Eichler. Ihre Schwester Gerda war die Frau des DKP-Politikers Herbert Mies.

## Publikationen (Auswahl)
- Die UNESCO ohne China und DDR. In: Deutsche Außenpolitik. Band 2, Heft 2, 1957, S. 131–137.
- Neue Tendenzen in der Arbeit der Internationalen Arbeitsorganisation. In: Deutsche Außenpolitik. Band 5, Heft 9, 1960, S. 1040–1044.
- Zur Arbeit der Weltgesundheitsorganisation. In: Deutsche Außenpolitik. Band 9, Rütten & Loening, 1964, S. 671.
- UNESCO weist Erpressung zurück. In: Aussenpolitische Korrespondenz. hrsg. vom Bereich Presse und Information des Ministeriums für Auswärtige Angelegenheiten der Deutschen Demokratischen Republik, Berlin 1985, S. 8.
- Die Rolle der UNESCO in der Gegenwart und die Mitarbeit der DDR. In: UNESCO : 40 Jahre Wirken für Frieden und Zusammenarbeit ; Bilanz u. Mitarb. d. DDR. hrsg. von der UNESCO-Kommission der DDR, Berlin : Panorama DDR - Dresden : Verl. Zeit im Bild, 1986, S. 22.
- Ergebnisse  der  24. Generalkonferenz  der UNESCO – Probleme und Aufgaben. In: UNO-Bilanz 1987/88. hrsg. von der Liga für die Vereinten Nationen in der DDR in Zusammenarbeit mit dem Institut für Internationale Beziehungen, Berlin (Ost), S. 53–58.